# 满鲜一体

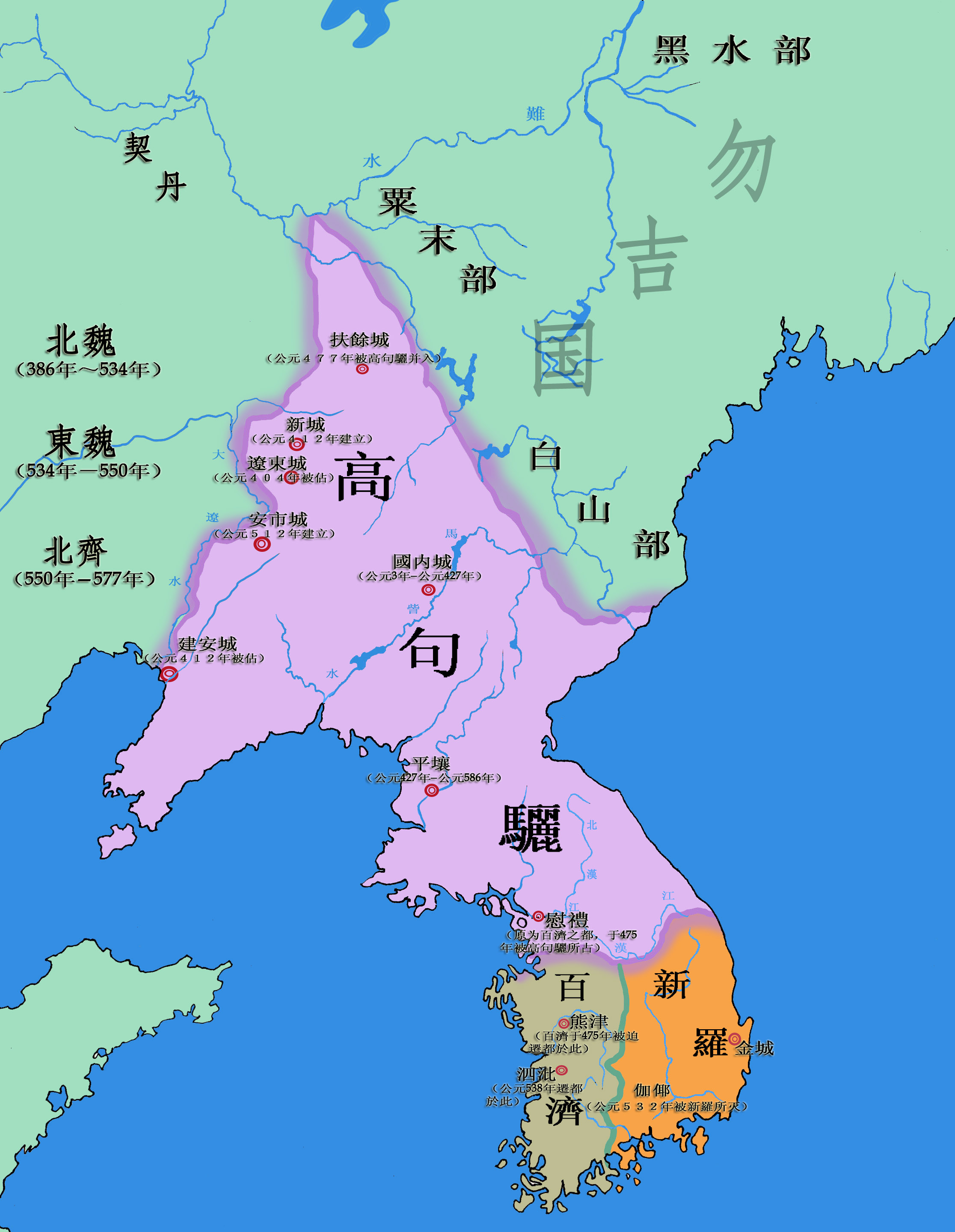
高句丽盛时疆域跨越满洲、朝鲜，日本殖民学者如此理证满洲属于（日治）朝鲜

满鲜一体又稱為满鲜统一、满鲜统一化、满鲜一体化，是指日俄战争之后，大日本帝国政府以及学术界曾推动过的观点以及政策。“满”指满洲，“鲜”指朝鲜。1910年，日本兼并朝鲜后，目光转向中国东北地区（时称“满洲”、“南满洲”），觊觎吞并其地。日本学者通过歪曲历史来理证满洲是（日治）朝鲜的领土。这些学者举例如古代高句丽的疆域曾跨越满洲和朝鲜，满洲与朝鲜实为一体，所以满洲当属（日治）朝鲜的领土。1916年10月19日，朝鮮总督寺內正毅从朝鲜返回日本东京，任帝国首相，并组织第18届内阁。随即推出《满蒙权益扩大化》以推进满蒙独立运动，其中引述到了满鲜一体的理论。由于当时日本南满洲铁道株式会社控制着南满铁路，《满蒙权益扩大化》中决议施行“满铁一元化”，将南满洲的铁路系统与日治朝鲜的铁路系统统一，如此日本帝国铁道、朝鲜铁道、南满洲铁道三线统一化。

## 日满一体
满鲜一体又进一步扩展到日满一体。